# Пожарское (Сахалинская область)
Пожа́рское — село в Холмском городском округе Сахалинской области России.

## География
Село находится на берегу реки Лютога, на расстоянии 25 км к юго-востоку от города Холмск, административного центра округа.

## История
В японском губернаторстве Карафуто поселение было известно под названием Мидзухо (яп. 瑞穂村), в котором в августе 1945 года произошла резня корейских крестьян этническими японцами. На месте трагедии советскими властями установлен памятник. После передачи Южного Сахалина СССР село переименовано в Пожарское в 1947 году.

## Население
| 2002 | 2010 | 2013 | 2021 |
| ---- | ---- | ---- | ---- |
| 129  | ↘89  | ↘79  | ↘75  |

### Половой состав
Согласно результатам переписи 2002 года, в селе проживало 129 человек (63 мужчины и 66 женщин).

### Национальный состав
Согласно результатам переписи 2002 года, в национальной структуре населения русские составляли 84 % из 129 чел.

## Улицы
- ул. Верхняя,
- ул. Зелёная,
- ул. Новая,
- ул. Центральная.